# Claude Carloman de Rulhière
Claude Carloman de Rulhière (12 de junio de 1735 - 30 de enero de 1791) fue un poeta e historiador francés nacido y fallecido en Bondy (Seine). Fue miembro de la Academia Francesa electo en 1787 para ocupar el asiento número 40.

## Datos biográficos
Acompañando desde 1760 al barón de Breteuil en su estancia a San Petersburgo, como secretario de la embajada francesa, escribió con todo detalle la revolución de 1762 y la forma en que Catalina II de Rusia llegó al trono pasando por el cadáver de su marido. A su regreso a Francia, los amigos de De Rulhière le aconsejaron publicar su historia a lo que en principio él se negó. Más tarde ante la insistencia de varios personajes entre los cuales se encontró la condesa de Egmont, éste cedió y aceptó publicar su relato. La corte de Rusia, sin embargo, intervino y De Rulhière concedió que la obra fuera publicada sólo hasta después de la muerte de la soberana rusa. Gracias a la publicación de este libro Claude Carloman de Rulhière, historiógrafo, ingresó a la Academia Francesa en 1787.

## Obra
- Le Petit tableau de Paris, 1783
- Éclaircissemens historiques sur les causes de la révocation de l'édit de Nantes et sur l'état des protestants en France, depuis le commencement du règne de Louis XIV jusqu'à nos jours, tirés des différentes archives du gouvernement, 1788 Texte en ligne
- Le Comte de Vergenne, première cause des Etats-généraux, 1789 Texte en ligne
- Œuvres posthumes, 1792
- Histoire, ou Anecdotes sur la révolution de Russie en 1762, 1787
- Histoire de l'anarchie de Pologne et du démembrement de cette République, suivie des Anecdotes sur la révolution de Russie en 1762, 4 vol., 1807
- Les Jeux de mains, poème inédit en trois chants, par C.-C. de Rulhière, suivi de son Discours sur les disputes et de plusieurs pièces du même auteur, également inédites, 1808
- Œuvres, 2 vol., 1819
- Œuvres posthumes, 4 vol., 1819